# Orgueil et Préjugés et Zombies (film)
Pour les articles homonymes, voir Orgueil et Préjugés (homonymie).
Pour plus de détails, voir Fiche technique et Distribution.
Orgueil et Préjugés et Zombies (Pride and Prejudice and Zombies) est une comédie horrifique américano-britannique réalisée par Burr Steers et sortie en 2016. Il s'agit d'une adaptation du roman parodique Orgueil et Préjugés et Zombies de Seth Grahame-Smith, lui-même inspiré du roman de Jane Austen.

## Synopsis
Depuis une cinquantaine d'années, l'Angleterre subit une mystérieuse épidémie entraînant une invasion de zombies. L'arrivée de deux jeunes et riches célibataires dans le voisinage réjouit la famille Bennet, qui compte cinq filles à marier.
Résumé complet
Au début du XIXe siècle, l'Angleterre est assiégée par des zombies. Les sœurs Bennet, Elizabeth, Jane, Kitty, Lydia et Mary, ont toutes été formées à l'art des armes et des arts martiaux en Chine, à la demande de leur père, afin de pouvoir se défendre. Mme Bennet ne souhaite voir ses filles mariées qu'à de riches prétendants. Les Bennet assistent à un bal de campagne auquel participent également le colonel Darcy, son bon ami l'aimable Charles Bingley et la sœur snob de ce dernier, Caroline. Là, le jeune et beau Bingley tombe amoureux de la belle et douce Jane. Charles Bingley a hérité de 100 000 £ (8,2 millions de £ aujourd'hui), ce qui attire l'attention de Mme Bennet en tant que prétendant désirable pour sa fille. Lorsque des zombies attaquent le bal, les sœurs Bennet les repoussent et le colonel Darcy, un tueur de zombies expérimenté qui a été formé aux arts martiaux japonais – avec une propriété qui lui rapporte 10 000 £ par an (820 000 £ aujourd'hui) – devient attiré par Elizabeth après avoir vu ses talents de combattante, bien que son comportement soit extérieurement distant. Pendant le bal, Darcy est dégoûté d'entendre la joie mercenaire de Mme Bennet selon laquelle Jane a attiré un homme riche. Sur le chemin des Bingley quelques jours plus tard, Jane est attaquée par un zombie et attrape une fièvre. Darcy ordonne qu'elle soit enfermée de peur qu'elle ait été mordue, mais sa maladie n'est pas liée aux zombies et elle se rétablit.
Les Bennet reçoivent la visite d'un cousin, le pasteur Collins autoritaire, qui, en tant que seul héritier mâle survivant de la famille, héritera de la maison Bennet à la mort de M. Bennet. Collins propose à Elizabeth de l'épouser mais déclare qu'elle doit renoncer à sa vie de guerrière, ce qu'elle refuse de faire. Elizabeth rencontre un charmant soldat nommé George Wickham et lui donne rendez-vous à un autre bal. Elle se rend avec lui dans une église remplie de zombies qui se nourrissent de cerveaux de porcs au lieu de cerveaux humains, gardant leur comportement relativement normal. Wickham croit que les humains peuvent coexister avec ces nouveaux zombies « civilisés ». Il informe Elizabeth que Darcy a convaincu les Bingley de quitter le comté pour éloigner Bingley de Jane et lui demande ensuite de s'enfuir avec lui, mais elle refuse. Lorsque Darcy propose sa main à Elizabeth, étant tombé amoureux d'elle malgré sa froideur apparente, elle exprime son indignation face à ses actions concernant Jane et se bat contre lui.
Darcy écrit plus tard une lettre d'excuses à Elizabeth. Il regrette d'avoir séparé Jane et Bingley, craignant que Jane ne veuille épouser Bingley que pour sa richesse. Il expose également la vraie nature de Wickham. Lui et Wickham étaient amis d'enfance, mais Wickham a peut-être assassiné le père de Darcy, dilapidé son héritage et essayé d'obtenir de l'argent supplémentaire de la succession de Darcy. Lorsque cela échoue, Wickham essaie de s'enfuir avec la jeune sœur de Darcy, Georgiana, pour sa fortune. Elizabeth apprend que Wickham s'est enfui avec Lydia et que Londres a été envahie par des zombies. Darcy sauve Lydia et apprend que Wickham utilise les zombies « civilisés » pour créer une armée de zombies, qui a envahi Londres selon le plan de Wickham pour diriger le pays. Il l'arrête en donnant aux zombies des cerveaux humains, ce qui les rend sauvages.
Pendant le combat, Darcy poignarde Wickham dans la poitrine, révélant qu'il était mort-vivant depuis le début, comme les autres zombies soi-disant apprivoisés. Elizabeth sauve Darcy d'être tué par Wickham, qui s'échappe (bien qu'Elizabeth lui ait coupé le bras droit). Alors que les deux traversent un pont, l'armée humaine le détruit pour empêcher les zombies de traverser depuis Londres. Darcy est blessé dans l'explosion, et Elizabeth avoue en larmes son amour pour lui. Après que Darcy se soit rétabli, il demande à nouveau Elizabeth en mariage, et cette fois, elle accepte. Les deux ont un mariage commun avec Bingley et Jane. Dans une scène de mi-crédit, Wickham arrive avec son armée de zombies pour faire irruption au mariage, laissant le sort de tout le monde inconnu.

## Fiche technique
Sauf indication contraire, les informations mentionnées dans cette section peuvent être confirmées par la base de données cinématographiques IMDb,  présente dans la section « Liens externes ».
- Titre original : Pride and Prejudice and Zombies
- Titre français : Orgueil et Préjugés et Zombies
- Réalisation : Burr Steers
- Scénario : David O. Russell et Burr Steers, d'après le roman éponyme de Seth Grahame-Smith
- Direction artistique : David Warren
- Décors : Will Coubrough, David Doran et Ashley Winter
- Costumes : Julian Day
- Photographie : Remi Adefarasin
- Montage : Padraic McKinley
- Musique : Fernando Velázquez
- Production : Sean McKittrick, Allison Shearmur, Natalie Portman, Annette Savitch, Brian Oliver, Tyler Thompson et Marc Butan
- Sociétés de production : Cross Creek Pictures (en), Sierra Pictures, MadRiver Pictures, QC Entertainment, Allison Shearmur Productions, HandsomeCharlie Films et Head Gear Films
- Sociétés de distribution : Lionsgate (Royaume-Uni) ; Screen Gems (États-Unis) ; AB Vidéo (France)
- Budget : 28 millions de dollars[2]
- Pays d'origine :  États-Unis /  Royaume-Uni
- Langue originale : anglais
- Genre : Comédie horrifique
- Durée : 108 minutes
- Dates de sortie[3] :
  - États-Unis : 21 janvier 2016 (avant-première mondiale à Los Angeles) ; 5 février 2016 (nationale)
  - Royaume-Uni : 11 février 2016
  - Suisse : 1er juillet 2016 (Festival international du film fantastique de Neuchâtel)
  - France : 29 mars 2017 (directement en vidéo)

## Distribution

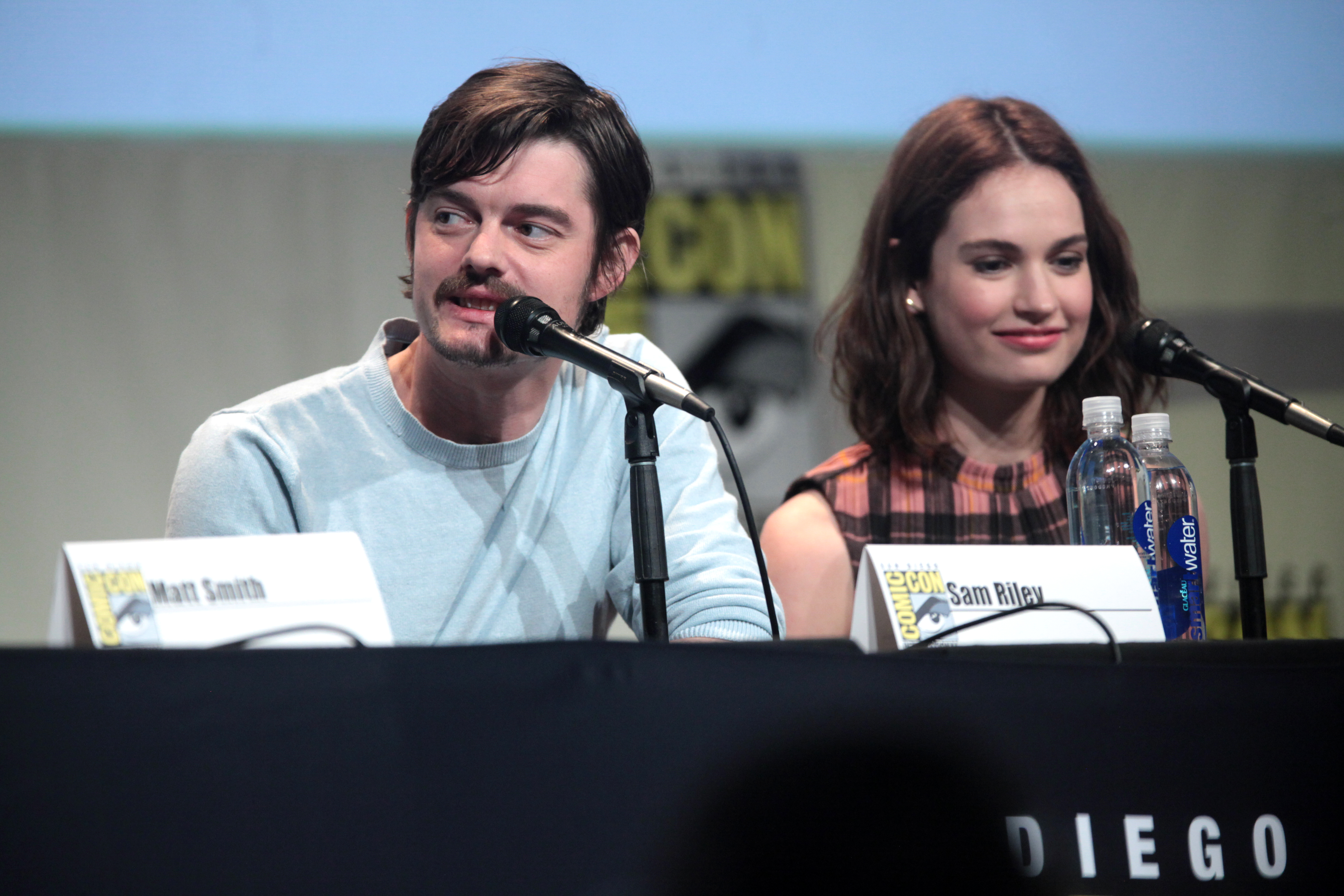
Les acteurs principaux Sam Riley et Lily James pour la promotion du film au Comic-Con de San Diego 2015.

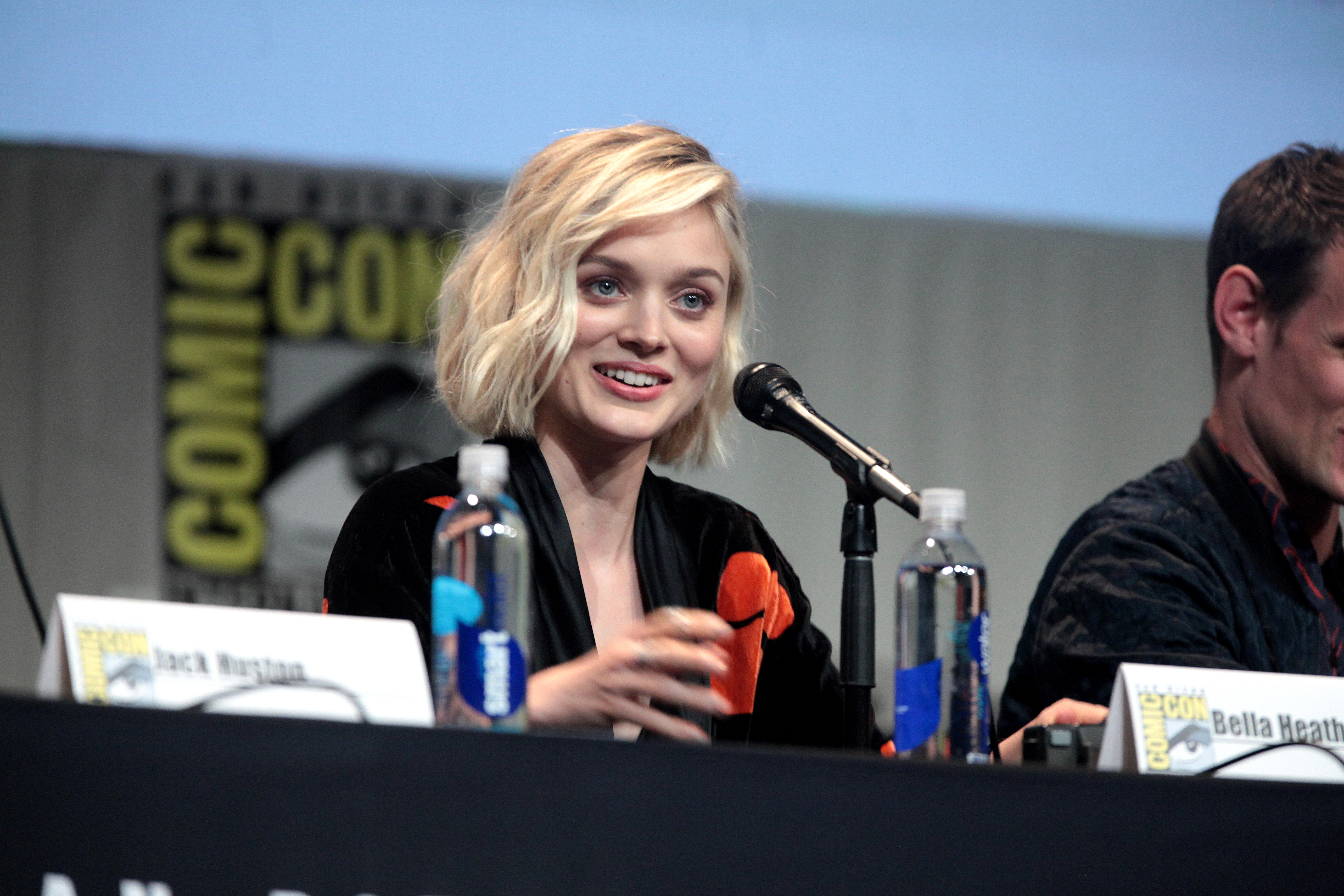
Bella Heathcote, également au Comic-Con 2015.

- Lily James (V.Q. : Kim Jalabert) : Elizabeth Bennet
- Sam Riley (V.Q. : Xavier Dolan) : Fitzwilliam Darcy
- Bella Heathcote (V.Q. : Claudia-Laurie Corbeil) : Jane Bennet
- Jack Huston (V.Q. : Maël Davan-Soulas) : Mr Wickham
- Douglas Booth (V.Q. : Louis-Philippe Berthiaume) : Mr Bingley
- Matt Smith (V.Q. : Daniel Roy) : Mr Collins
- Charles Dance (V.Q. : Jean-Marie Moncelet) : Mr Bennet
- Suki Waterhouse : Kitty Bennet
- Emma Greenwell : Caroline Bingley
- Aisling Loftus : Charlotte Lucas
- Lena Headey (V.Q. : Anne Bédard) : Lady Catherine de Bourgh
- Sally Phillips (V.Q. : Lisette Dufour) : Mrs Bennet
- Ellie Bamber (V.Q. : Elisabeth Forest) : Lydia Bennet
- Millie Brady : Mary Bennet
- Morfydd Clark : Georgiana Darcy
- Hermione Corfield : Cassandra
- Jess Radomska : Annabella Netherfield
- Dolly Wells : Mrs Featherstone

## Production

### Développement et genèse
Un projet de film tiré du roman parodique Orgueil et Préjugés et Zombies de Seth Grahame-Smith est annoncé dès décembre 2009, financé par Lions Gate Film, avec Natalie Portman dans le rôle d'Elizabeth et à la production, et David O. Russell comme scénariste et réalisateur. Mais en octobre 2010 Russell abandonne le projet et Natalie Portman le rôle (mais pas la production). Mike Newell et Matt Reeves refusent de prendre la relève de Russell. Scarlett Johansson est contactée pour tenir le rôle d'Elizabeth et Mike White est embauché le 5 novembre, mais ce dernier doit partir dès janvier 2011, un engagement préexistant chez HBO entrainant un conflit d'emploi du temps.
En février 2011 la réalisation est confiée à Craig Gillespie. Le projet l'intéresse à cause du mélange des genres (mashup). En mai 2011, Marti Noxon est embauchée pour réécrire le scénario de Russell. Mais en octobre on apprend que Gillespie a abandonné le projet.
Ce n'est qu'en mars 2013 qu'il est remis sur les rails, avec l'arrivée de la société de production Panorama Media. En mai, on annonce que Burr Steers va reprendre la réalisation. Burr Steers reprend aussi le scénario, disant qu'il y avait remis « all the Pride and Prejudice beats » (tout ce qui fait Orgueil et Préjugés : humour, critique sociétale...).

### Tournage
Le tournage débute enfin le 24 septembre 2014 dans le Buckinghamshire à West Wycombe Park. Pendant le week-end d'Halloween, des scènes sont tournées à Hatfield House, dans le Hertfordshire. Puis les équipes se déplacent dans le Surrey en novembre.

## Accueil

### Sorties internationales
Le 30 mars 2015, Screen Gems annonce que le film sortira aux États-Unis pour le 19 février 2016, puis, en avril prévoit finalement la sortie pour le 5 février 2016.